# Passalora montana
Passalora montana är en svampart som först beskrevs av Speg., och fick sitt nu gällande namn av U. Braun & Crous 2003. Passalora montana ingår i släktet Passalora och familjen Mycosphaerellaceae.   Inga underarter finns listade i Catalogue of Life.